# ایستگاه راه‌آهن کراوچ هیل
ایستگاه راه‌آهن کراوچ هیل (انگلیسی: Crouch Hill railway station) یکی از ایستگاه‌های خط گاسپل اوک تا بارکینگ متروی زمینی لندن است.
این ایستگاه که در سال ۱۸۶۸ تأسیس شده در منطقه ایزلینگتون لندن قرار دارد.

## نگارخانه

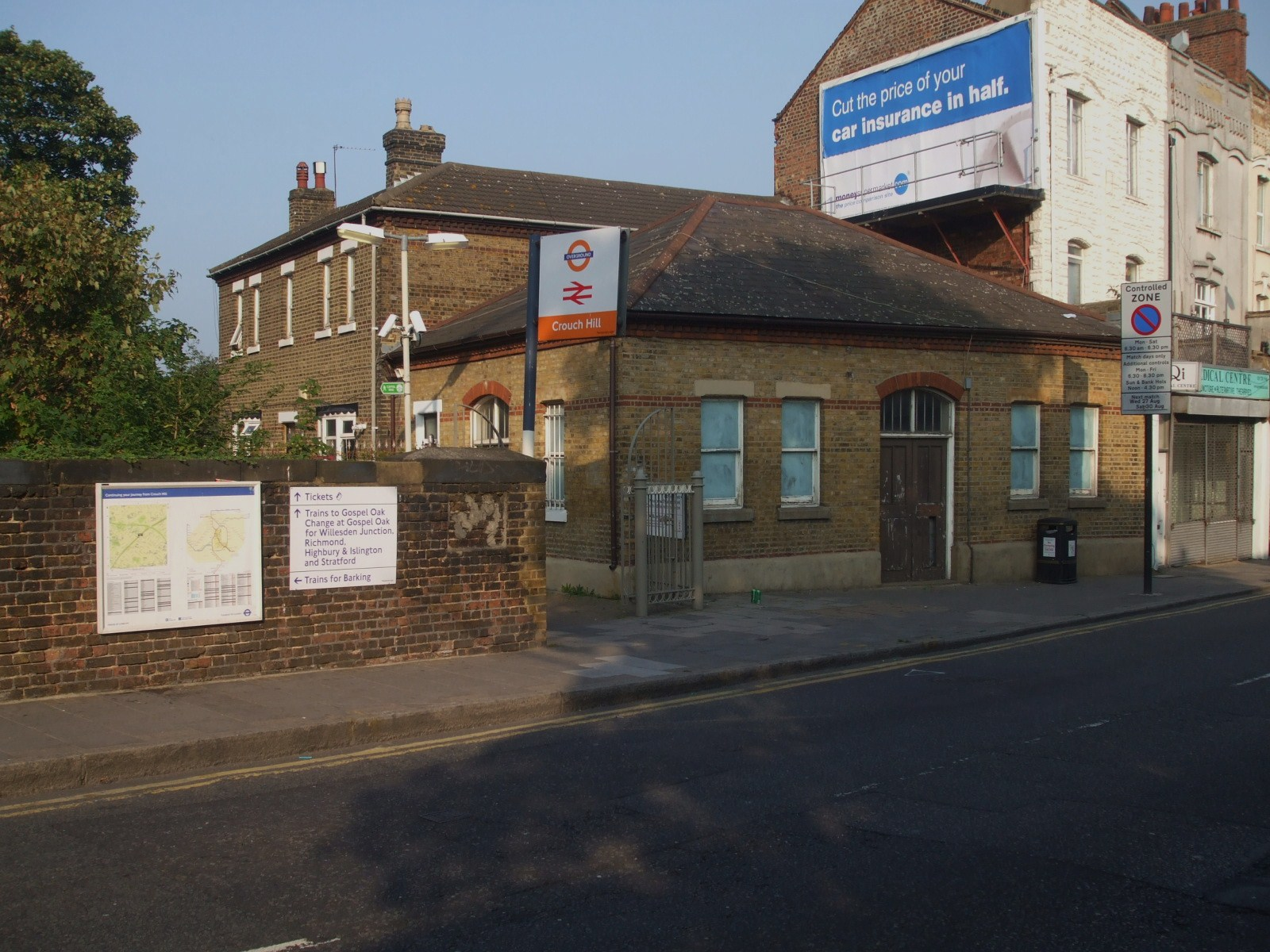
ورودی ایستگاه
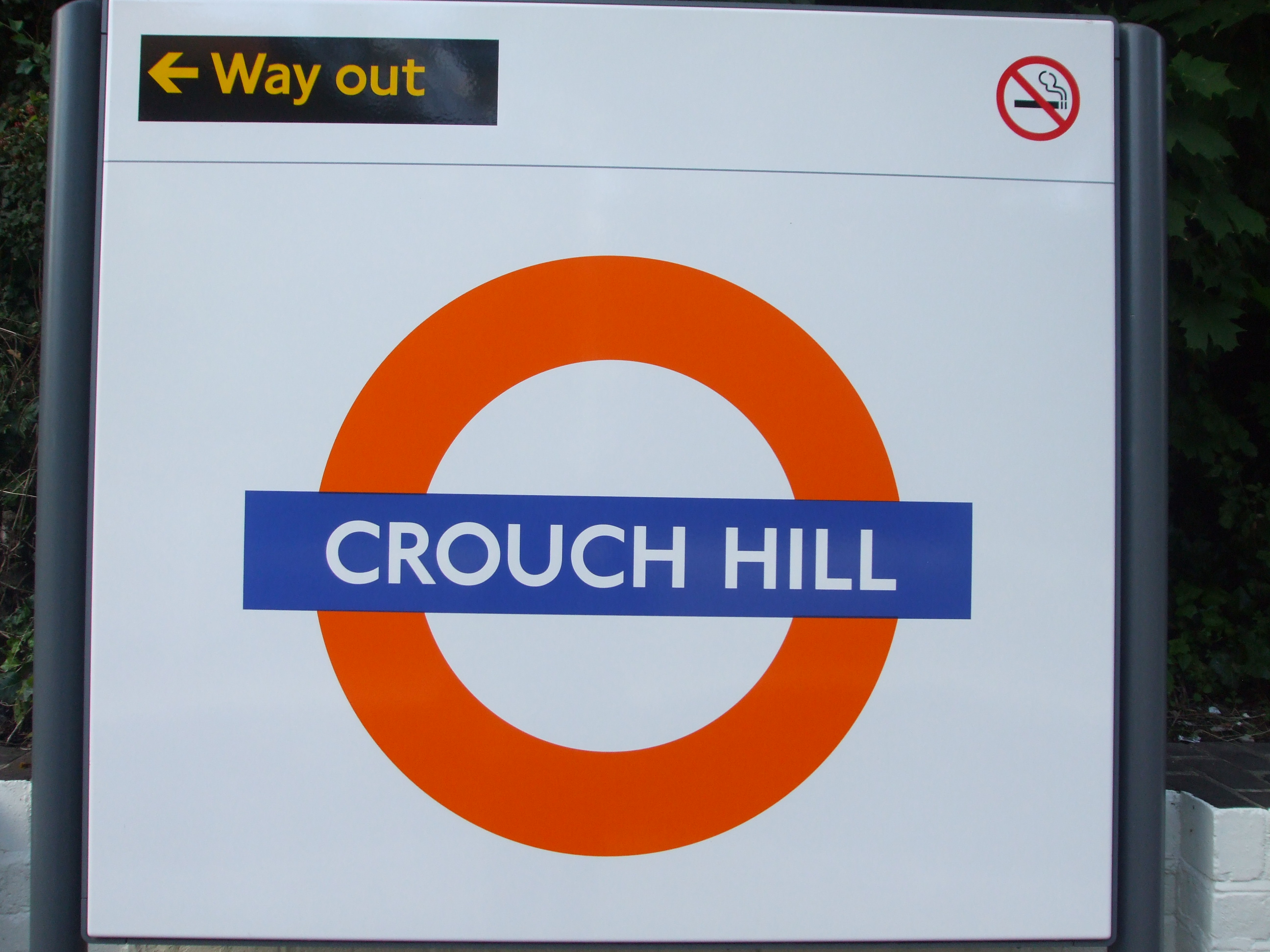
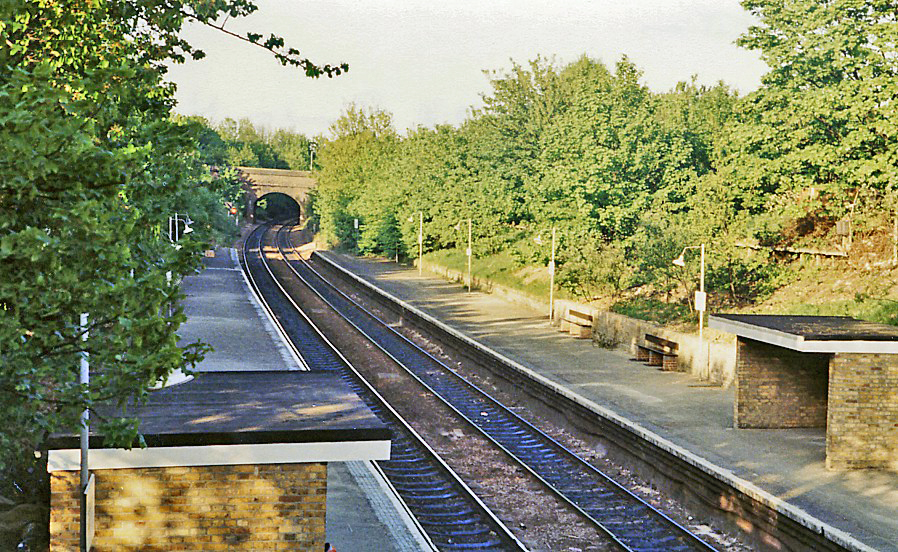
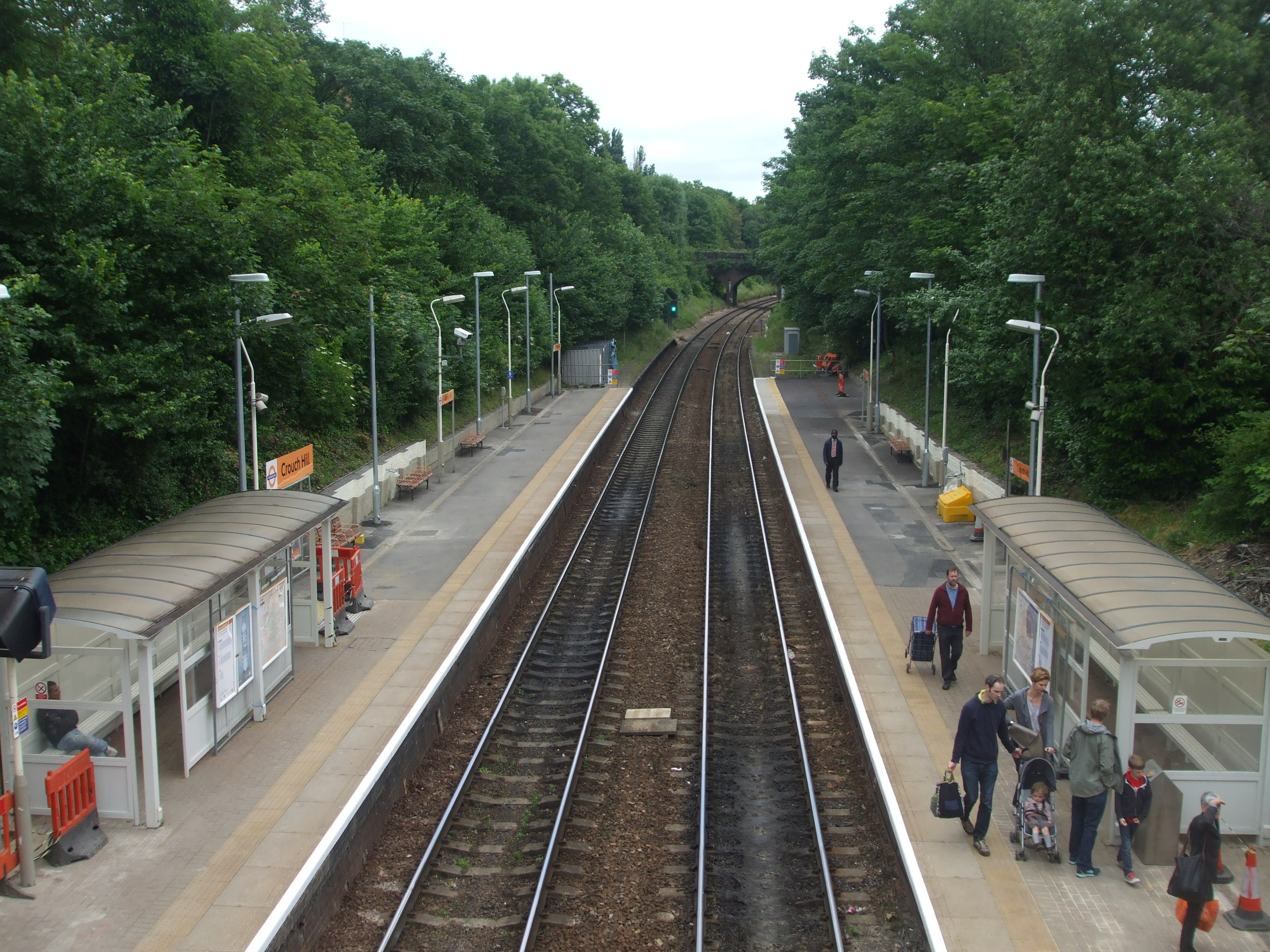